# Ginés García Millán
Ginés García Millán, né le 10 septembre 1964 à Puerto Lumbreras, est un acteur de cinéma et de télévision espagnol.

## Biographie
Il commence d'abord dans le football dans la catégorie jeunes espoirs du Real Valladolid. 
Il fait ensuite des études de théâtre à Madrid et débute dans le théâtre de la capitale. Il trouve quelques seconds rôles au cinéma.
C'est dans les séries télévisées qu'il atteint la célébrité dans les années 2000-2010, avec Herederos, Isabel ou Velvet.

## Filmographie (sélection)
Cinéma
- 1998 : Insomnio de Chus Gutiérrez
- 1999 : Entre les jambes de Manuel Gómez Pereira
- 2003 : Carmen de Vicente Aranda
- 2004 : El año del diluvio de Jaime Chávarri
- 2004 : Iris de Rosa Vergés
- 2005 : Reinas de Manuel Gómez Pereira : Néstor
- 2005 : Pasos de Federico Luppi
- 2007 : Hôtel Tivoli de Antón Reixa
- 2015 : Felices 140 de Gracia Querejeta
- 2019 : The Goya Murders de Gerardo Herrero : Eduardo Gil

Télévision
- 1997 : La banda de Pérez
- 2003 : Un lugar en el mundo : Julio
- 2007-2009 : Herederos : Bernardo Sánchez
- 2009 : La Señora : Alonso de Castro
- 2012 : Isabel : Juan Pacheco
- 2015 : Velvet : Esteban Márquez
- 2018 : La Catedral del Mar : Grau Puig
- 2020 : El Cid : le roi de Navarre
- 2021 : Qui a tué Sara ? : César Lazcano

## Récompenses
- Unión de Actores y Actrices 2007 : meilleur acteur de télévision dans un second rôle dans Herederos[1]
- Unión de Actores y Actrices 2011 :  meilleur acteur de théâtre dans un second rôle dans Glengarry Glen Ross[2]